# Kock (Pologne)
Pour les articles homonymes, voir Kock.
Kock (prononciation : [kɔt͡sk])  est une ville de la voïvodie de Lublin, dans le sud-est de la Pologne.
La ville se situe à environ 45 kilomètres de Lublin, capitale de la voïvodie.
Elle est le siège administratif (chef-lieu) de la gmina de Kock, dans le powiat de Lubartów. Sa population s'élevait à 3 412 habitants en 2013. 

## Histoire
L'existence de Kock est mentionnée dans des écrits du XIIe siècle, et elle a acquis le rang de ville en 1417, par une charte accordée par le roi de Pologne Ladislas II Jagellon. Aux XVIe et XVIIe siècles, elle fut un important foyer régional de la réforme protestante.
Kock fut le théâtre de plusieurs évènements militaires importants dans l'histoire de la Pologne moderne. En 1809, une bataille y eut lieu entre les troupes polonaises et napoléoniennes, menées par le colonel Berek Joselewicz, et les troupes autrichiennes qui emportèrent la bataille. D'autres batailles y eurent lieu pendant les insurrections nationales de 1831 et 1863, puis pendant la guerre soviéto-polonaise de 1920. 

Enfin au cours de la Seconde Guerre mondiale, du 2 au 6 octobre 1939 (i.e. après la chute de Varsovie), s'y déroula la dernière bataille menée par l'armée polonaise contre les envahisseurs allemands.
Une importante communauté juive fut présente à Kock depuis le XVIIe siècle jusqu'au début de la Seconde Guerre mondiale, où elle comptait environ 2200 membres. L'énorme majorité d'entre eux furent exterminés par les nazis, sur place ou dans des camps, notamment à Treblinka. Parmi les personnes célèbres de Kock on compte le rebbe (grand rabbin hassidique) Menachem Mendel, qui y vécut de 1829 à sa mort en 1859.
De 1975 à 1998, le village est attaché administrativement à l'ancienne Voïvodie de Lublin.

Depuis 1999, il fait partie de la nouvelle voïvodie de Lublin.

## Galerie
Quelques vues de Kock

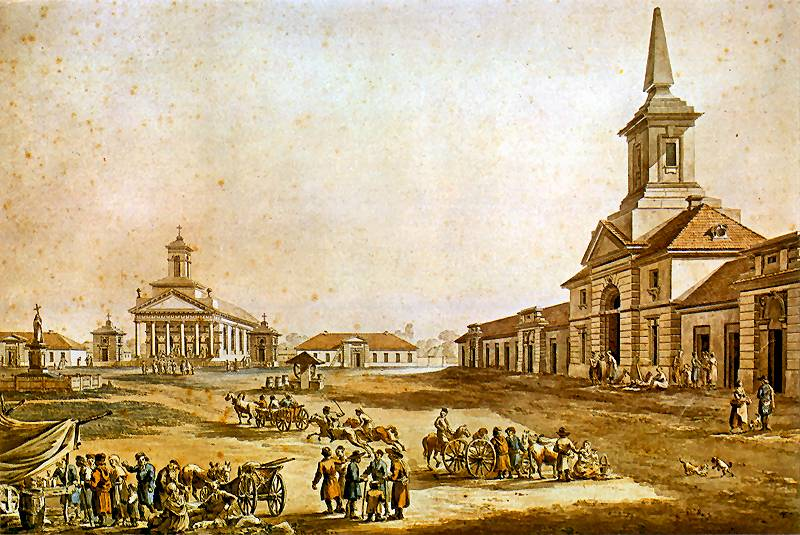
Kock au XVIIIe siècle
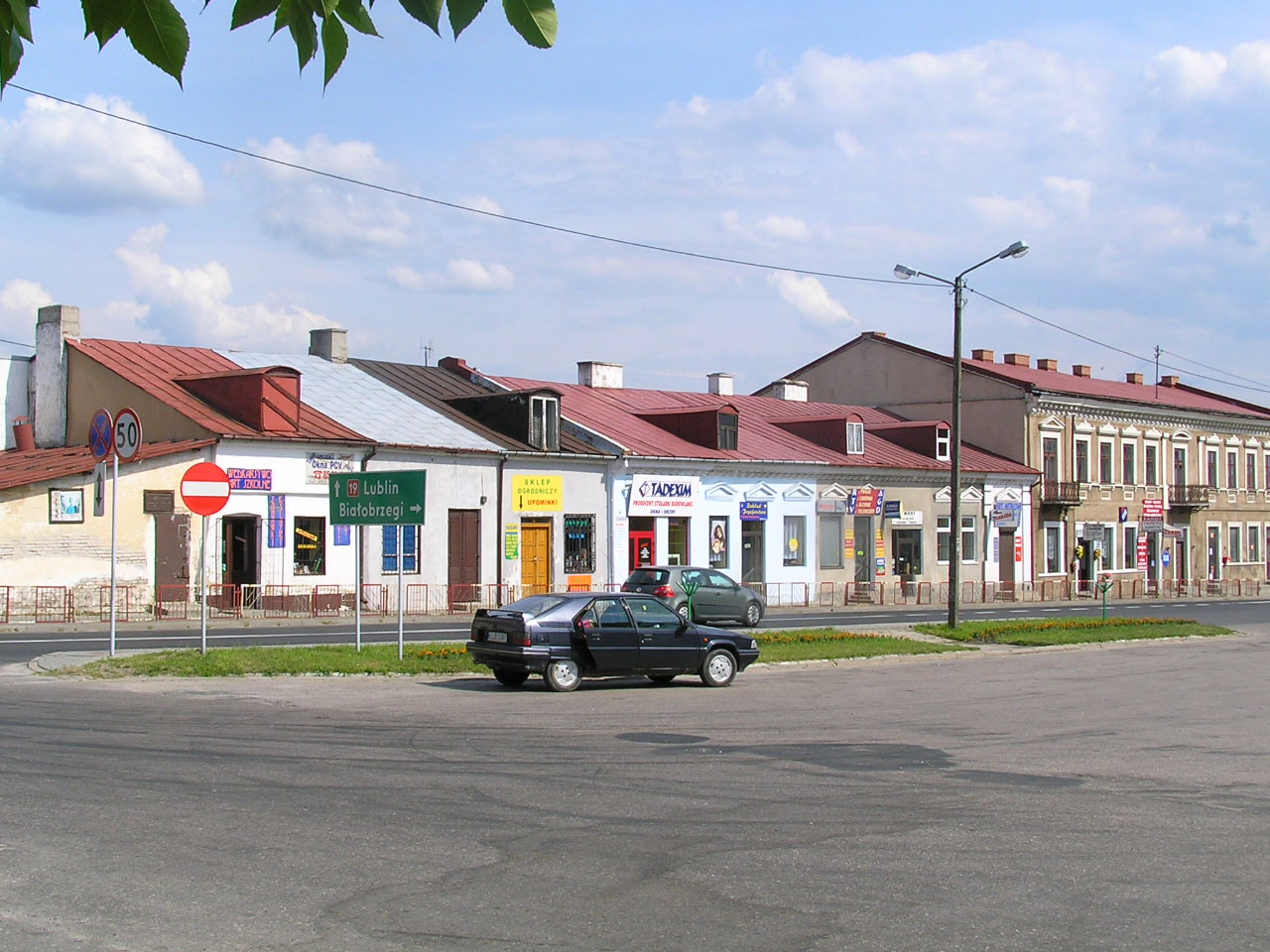
Centre-ville
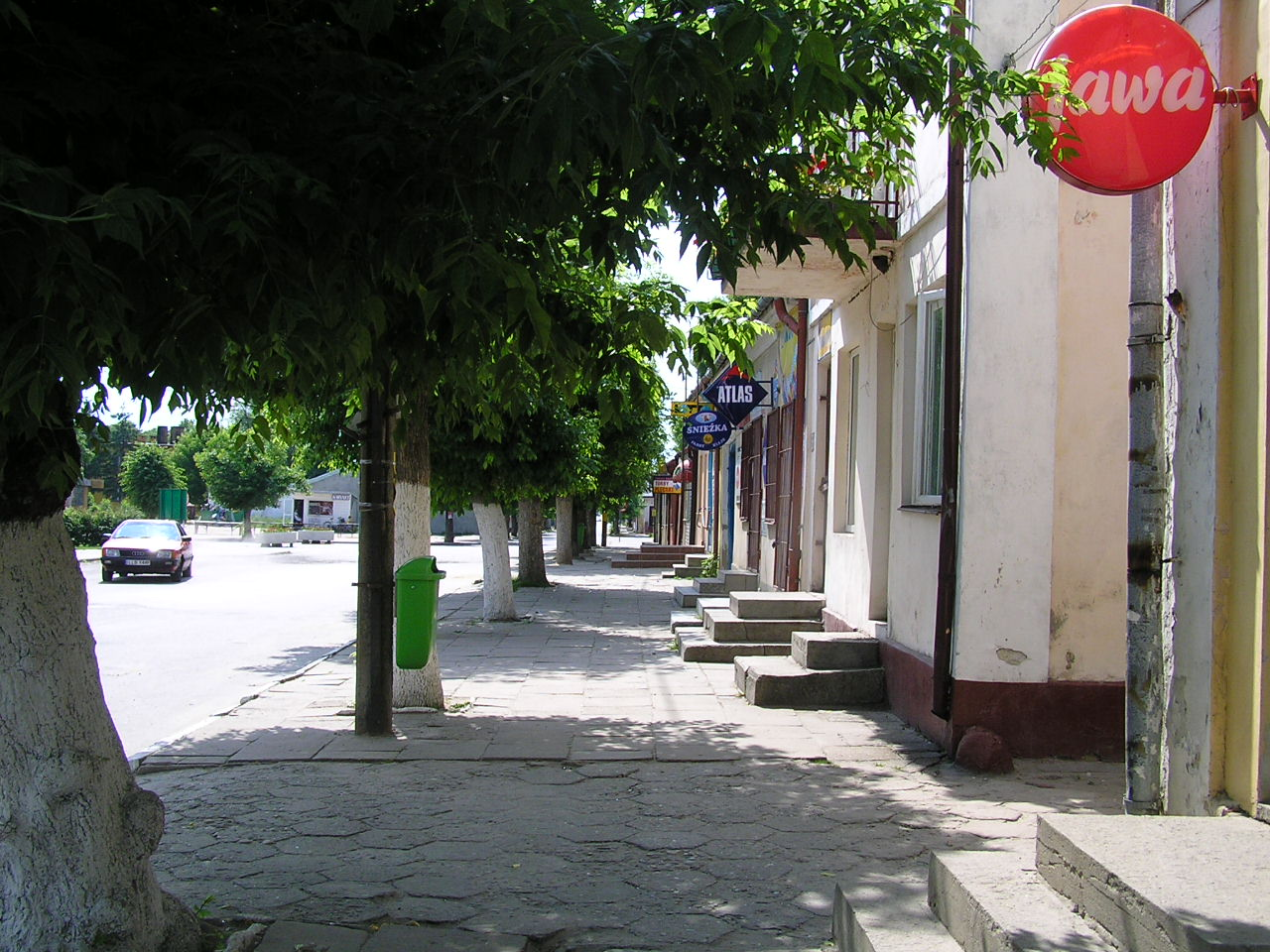
Rue